# 趙賡麟
趙賡麟，奉天府開遠縣人。清朝政治人物、进士出身。
同治十年，登进士三甲第九名，官至禮部主事、員外郎。